# Soyuz MS-15
Soyuz MS-15 foi uma missão espacial de uma espaçonave Soyuz e o 144º voo do programa espacial russo desde sua criação em 1967. Lançada do Cosmódromo de Baikonur, no Casaquistão, em  20 de setembro de 2019, teve a tripulação formada por um russo, uma norte-americana e o primeiro astronauta dos Emirados Árabes Unidos. Os dois primeiros,  Oleg Skripochka e Jessica Meir, integraram as Expedições 61 e 62 na estação. Este foi ser o último voo de uma nave Soyuz lançada pelo foguete Soyuz-FG, que desde 2001 lançou todas as naves russas ao espaço, que foi substituído pela versão mais moderna, Soyuz-2, a partir de 2020. 
Para celebrar o evento do primeiro emiradense no espaço, o piloto da Força Aérea Hazza Al Mansoori, imagens do foguete e do astronauta foram projetadas na fachada do Burj Khalifa, o mais alto edifício do mundo, em Dubai, Emirados Árabes, quando do lançamento da missão.

## Tripulação

### Lançamento
| Posição                      | Tripulante        | Duração          | Pousou na   |
| ---------------------------- | ----------------- | ---------------- | ----------- |
| Comandante                   | Oleg Skripochka   | 204d 15h 18m 27s | Soyuz MS-15 |
| Engenheira de voo            | Jessica Meir      | 204d 15h 18m 27s | Soyuz MS-15 |
| Participante do voo espacial | Hazza Al Mansoori | 7d 21h 01m 38s   | Soyuz MS-12 |

### Retorno
| Posição             | Tripulante      | Duração          | Lançou na   |
| ------------------- | --------------- | ---------------- | ----------- |
| Comandante          | Oleg Skripochka | 204d 15h 18m 27s | Soyuz MS-15 |
| Engenheira de voo 1 | Jessica Meir    | 204d 15h 18m 27s | Soyuz MS-15 |
| Engenheiro de voo 2 | Andrew Morgan   | 271d 12h 47m 50s | Soyuz MS-13 |

## Insígnia
O emblema da missão, criado pelo holandês Luc van den Abeelen, tem o formato hexagonal, com uma imagem do espaço ao fundo dominado por uma grande Lua, uma comemoração da tripulação em relação ao primeiro pouso do Homem no satélite 50 anos atrás. As bordas amarela e azul do emblema foram copiadas da insígnia da Apollo 11. A Soyuz é vista em tons de azul, representando um reflexo da atmosfera da Terra no exterior da espaçonave. Uma andorinha-do-mar ártica é vista no topo do emblema, simbolizando a missão prolongada a bordo da ISS. Este pássaro é conhecido pela longa migração que realiza anualmente. A estação espacial é retratada como uma silhueta, refletindo os raios dourados do Sol. Seis seções compõem a borda do desenho, exibindo os nomes dos membros da tripulação e suas bandeiras nacionais.

## Lançamento e acoplagem
A nave foi lançada da Plataforma Gagarin (1/15) do Cosmódromo de Baikonur, Casaquistão, em 25 de setembro de 2019, às 13h57 UTC (hora local 19:57, um lançamento noturno) e após um voo multi-orbital ascendente de seis horas, acoplou na ISS através do módulo Zvezda, onde os tripulantes Skripochka e Meir se juntaram aos outros quatro já na estação, completando os seis membros da Expedição 61. Al Mansoori não participou da expedição, retornando uma semana depois na Soyuz MS-12, com dois astronautas da expedição anterior – por uma semana a ISS teve nove tripulantes. Originalmente ele estava planejado para subir na Soyuz MS-12 e retornar na Soyuz MS-10, porém com o acidente na decolagem desta última, seu voo teve que ser transferido para a MS-15, retornando na MS-12. A nave também transportou para a ISS 180 kg de carga, incluindo 10 kg de frutas frescas e verduras para os tripulantes em órbita. Ela permaneceu acoplada a ISS como veículo de escape de emergência.

## Galeria
- A tripulação se despede da direção da Roskosmos na cerimônia antes do embarque.
- Lançamento no Cosmódromo de Baikonur.
- A Soyuz MS-15 entrando no espaço fotografada da ISS.